# 煌綠
煌綠（英語：Ethyl Green 或Brilliant Green）也稱為乙基綠，分子式C27H35N3ClBr，是具有金属光泽的绿色微结晶或亮绿色粉末。溶于水，显蓝绿色。稍溶于乙醇，不溶于戊醇。盐酸中显红黄色，在氢氧化钠中无色。试剂溶液在可见光区有吸收峰（λmax=633.8 nm）。是一種染料，又稱為翡翠綠、孔雀綠G，可溶於水。是一種具有抑菌能力的物質，常配合碘使用，作為抗菌之用。工業上應用於絲綢或毛料的染色。
与ReO4−、HgCl42−、BiI4−、AuCl4−和GaCl4−等形成离子缔合物。用于光度法测定Hg2+、ReO4−等，定性检出铁氰化物，酸碱指示剂和细胞染色剂。